# Väversunda

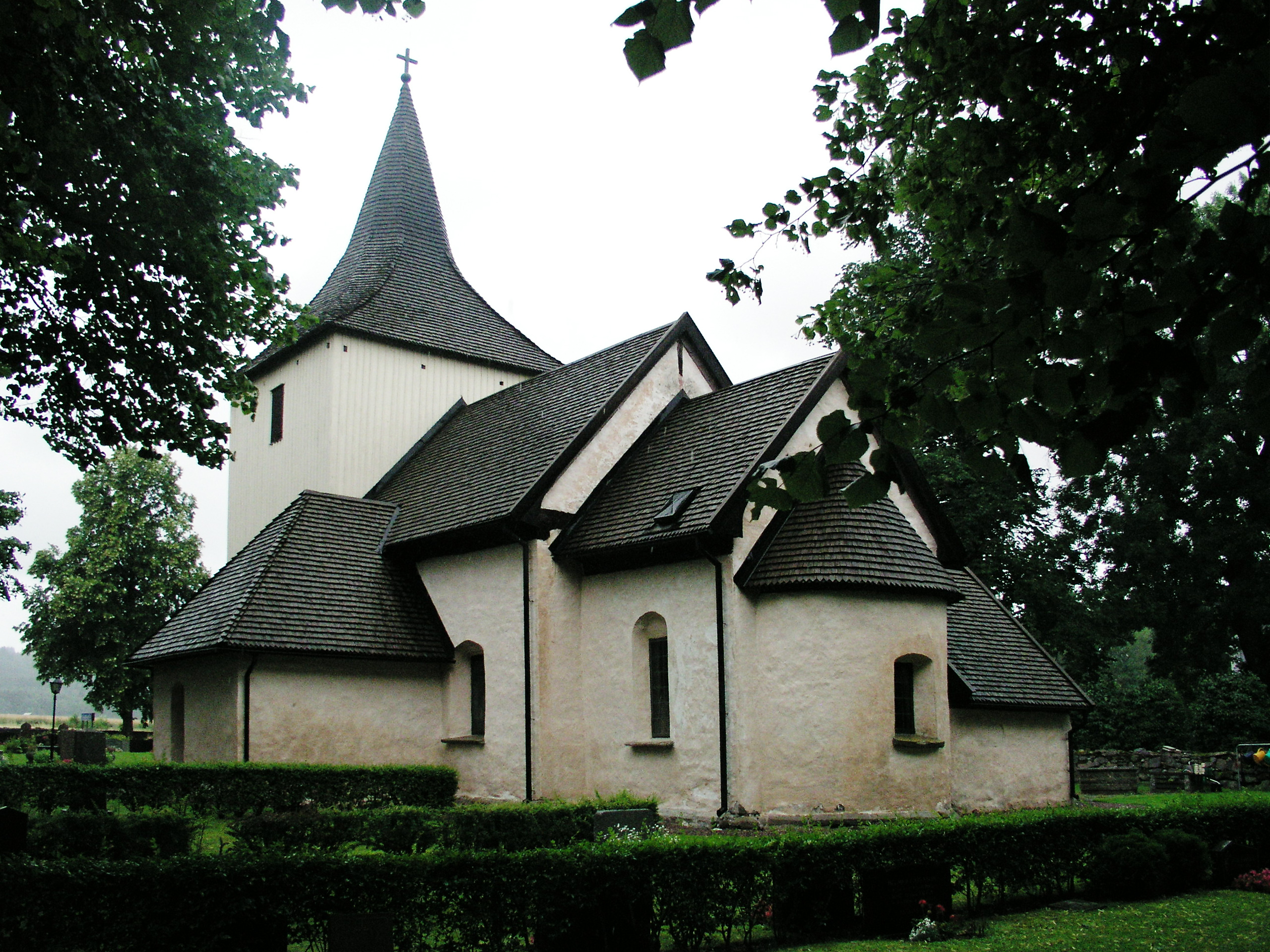
La chiesa di Väversunda, una chiesa romanica risalente al XII secolo.

Väversunda è una piccola parrocchia civile che faceva parte, storicamente, della centena di Dal nella provincia svedese di Östergötland. Questa località ha dato i natali al chimico Jöns Jacob Berzelius.